# جان سلوس (بازیکن فوتبال)
جان سلوس (انگلیسی: John Clowes؛ زادهٔ ۵ نوامبر ۱۹۲۹) بازیکن فوتبال اهل بریتانیا است.
از باشگاه‌هایی که در آن بازی کرده‌است می‌توان به باشگاه فوتبال استوک سیتی، باشگاه فوتبال کرو آلکساندرا، باشگاه فوتبال مکلسفیلد تاون، و باشگاه فوتبال شروزبری تاون اشاره کرد.